# 海欣股份
上海海欣集团股份有限公司，簡稱上海海欣集团股份、上海海欣集团、海欣集团股份（英語：Shanghai Haixin Group Co.,Ltd.，上交所：600851/900917，简称：海欣股份/海欣B股），于1986年成立，前身为由上海玩具进出口公司、上海松江区洞泾工业公司、上海开隆投资开发公司、香港申海有限公司以及香港福欣实业有限公司成立的「上海海欣有限公司」。
1993年改組為股份有限公司，同年12月8日於以B股於上海證券交易所上市。而A股則在1994年4月4日於上海證券交易所上市。按新浪網提供的資料，发行价格為7元人民幣，主要經營生產和銷售长毛绒、医药产业和金融。

## 陳良宇事件
2000年12月8日，該公司從張榮坤自有資金從海欣集團、工投集團、上海廣電集團借得的巨額資本，透過操控股價，不正當獲利11.89億元人民幣；2007年9月26日，上海市第一中级人民法院宣判，該公司前副董事长、总裁袁永林，涉嫌受賄超过400万元人民幣罪名成立，被判入獄8年；而前副总裁及董事会秘书沈岩認罪後減刑。2006年公司实施股权分置改革，第一大股东又变更为申海有限公司，持股比例为8.68%，2007年因申海有限公司减持股票，公司第一大股东变更为松江洞泾工业。
2008年4月7日，案件主腦張榮坤判19年有期徒刑。
2018年7月6日，海欣股份董事长孟文波辞去该公司董事、董事长职位。

## 外部連結
- haixin.com.cn （页面存档备份，存于）